# Diócesis de Tacámbaro
La diócesis de Tacámbaro (en latín: Dioecesis Tacambarensis) es una circunscripción eclesiástica de la Iglesia católica en México. Se trata de una diócesis latina, sufragánea de la arquidiócesis de Morelia. Desde el 8 de junio de 2024 su obispo es Juan Carlos Arcq Guzmán.

## Territorio y organización
La diócesis tiene 14 624 km² y extiende su jurisdicción sobre los fieles católicos de rito latino residentes en el estado de Michoacán en los 14 municipios de: Ario, Churumuco, La Huacana, Nuevo Urecho, Salvador Escalante, Tacámbaro, Madero, Turicato, Carácuaro, Nocupétaro, Juárez, Tiquicheo de Nicolás Romero, Tuzantla y Susupuato.
La sede de la diócesis se encuentra en la ciudad de Tacámbaro de Codallos, en donde se halla la Catedral de San Jerónimo.
En 2020 en la diócesis existían 42 parroquias.

## Historia
La diócesis fue erigida el 26 de julio de 1913 tomando el territorio de la arquidiócesis de Michoacán (hoy arquidiócesis de Morelia) y de la diócesis de Zamora.
El 2 de mayo de 1953, en virtud del decreto Quo melius de la Sagrada Congregación Consistorial, cedió las parroquias de Aquila, Coahuayana y Villa Victoria a la diócesis de Colima.
El 30 de abril de 1962 cedió una porción de su territorio para la erección de la diócesis de Apatzingán mediante la bula Quo aptius christifidelium del papa Juan XXIII.
El 27 de octubre de 1964 cedió otra porción de su territorio para la erección de la diócesis de Ciudad Altamirano.

## Estadísticas
Según el Anuario Pontificio 2021 la diócesis tenía a fines de 2020 un total de 299 300 fieles bautizados.
| Año                                                                             | Población            | Población | Población      | Sacerdotes | Sacerdotes    | Sacerdotes    | Bautizados por sacerdote | Diáconos permanentes | Religiosos | Religiosos | Parroquias |
| Año                                                                             | Bautizados católicos | Total     | % de católicos | Total      | Clero secular | Clero regular | Bautizados por sacerdote | Diáconos permanentes | Varones    | Mujeres    | Parroquias |
| ------------------------------------------------------------------------------- | -------------------- | --------- | -------------- | ---------- | ------------- | ------------- | ------------------------ | -------------------- | ---------- | ---------- | ---------- |
| 1950                                                                            | 212 435              | 212 743   | 99.9           | 38         | 36            | 2             | 5590                     |                      |            | 19         | 26         |
| 1965                                                                            |                      |           |                | 54         | 45            | 9             | 3547                     |                      | 2          | 85         | 17         |
| 1968                                                                            | 228 725              | 233 500   | 98.0           | 61         | 58            | 3             | 3749                     |                      | 4          | 109        | 20         |
| 1976                                                                            | 240 000              | 245 400   | 97.8           | 52         | 52            |               | 4615                     |                      |            | 108        | 31         |
| 1980                                                                            | 275 000              | 281 334   | 97.7           | 62         | 61            | 1             | 4435                     |                      | 1          | 90         | 33         |
| 1990                                                                            | 342 587              | 349 579   | 98.0           | 78         | 77            | 1             | 4392                     |                      | 1          | 123        | 39         |
| 1999                                                                            | 374 120              | 387 227   | 96.6           | 77         | 75            | 2             | 4858                     |                      | 2          | 130        | 32         |
| 2000                                                                            | 374 170              | 381 806   | 98.0           | 87         | 85            | 2             | 4300                     |                      | 2          | 137        | 32         |
| 2001                                                                            | 367 152              | 373 663   | 98.3           | 88         | 86            | 2             | 4172                     |                      | 2          | 140        | 32         |
| 2002                                                                            | 357 435              | 374 745   | 95.4           | 76         | 74            | 2             | 4703                     |                      | 2          | 150        | 33         |
| 2003                                                                            | 336 058              | 365 280   | 92.0           | 82         | 81            | 1             | 4098                     |                      | 1          | 130        | 33         |
| 2004                                                                            | 335 121              | 360 345   | 93.0           | 86         | 85            | 1             | 3896                     |                      | 1          | 129        | 33         |
| 2010                                                                            | 346 000              | 362 000   | 95.6           | 96         | 94            | 2             | 3604                     |                      | 3          | 133        | 41         |
| 2014                                                                            | 358 000              | 374 000   | 95.7           | 87         | 85            | 2             | 4114                     |                      | 2          | 129        | 41         |
| 2017                                                                            | 368 700              | 384 860   | 95.8           | 87         | 87            |               | 4237                     |                      |            | 129        | 42         |
| 2020                                                                            | 299 300              | 324 585   | 92.2           | 91         | 91            |               | 3289                     |                      |            | 115        | 42         |
| Fuente: Catholic-Hierarchy, que a su vez toma los datos del Anuario Pontificio. |                      |           |                |            |               |               |                          |                      |            |            |            |

## Episcopologio
- Sede vacante (1913-1920)

- Leopoldo Lara y Torres † (23 de diciembre de 1920-18 de abril de 1933 renunció[nota 1])
- Manuel Pío López Estrada † (16 de junio de 1934-11 de octubre de 1939 nombrado arzobispo de Veracruz-Xalapa)
- José Abraham Martínez Betancourt † (17 de julio de 1940-5 de junio de 1979 retirado)
- Luis Morales Reyes (5 de junio de 1979-19 de febrero de 1985 nombrado obispo coadjutor de Torreón)
- Alberto Suárez Inda (5 de noviembre de 1985-20 de enero de 1995 nombrado arzobispo de Morelia)
- Rogelio Cabrera López (30 de abril de 1996-16 de julio de 2001 nombrado obispo de Tapachula)
- José Luis Castro Medellín, M.S.F. † (25 de octubre de 2002-22 de agosto de 2014 retirado)
- Gerardo Díaz Vázquez (22 de agosto de 2014-13 de mayo de 2023 nombrado obispo de Colima)
- Juan Carlos Arcq Guzmán (8 de junio de 2024)